# De Spaanse Droom
De Spaanse Droom was een programma dat in 2009 werd uitgezonden door Net5.
In het programma streden 6 duo's om een eigen Bed & Breakfast in het Spaanse Arcos de la Frontera. De koppels werden beoordeeld door het Consejo, een groep die bestond uit vooraanstaande mensen uit het dorp. Het programma begon met 9 koppels, waarvan het Consejo er uiteindelijk 6 aanwees die in de Bed & Breakfast mochten komen. Het programma werd gepresenteerd door Art Rooijakkers.

## Koppels
In volgorde van afvallen:
- Petra en Willem (Niet gekozen door Consejo)
- Jeroen en Nancy (Niet gekozen door Consejo)
- Tim en Natasja (Niet gekozen door Consejo)
- Anita en Bibeche (Vertrokken wegens ziekte en uitputting Anita)
- Tonny en André (1e afvallers)
- Dorris en Wouter (2e afvallers)
- Luc en Esther (vertrokken vanwege zwangerschap)
- Marco en Susanne (afgevallen in de finale)
- Uko en Lieve (winnaars)